# Colla de Sant Medir Els Patufets
L'Agrupació de Romeus de Sant Medir Els Patufets és una Colla de Sant Medir fundada l'any 1980 per un grup d'amics provinents de la Colla La Violeta (fundada l'any 1978 i actualment desapareguda). La Colla Els Patufets està adherida a la Federació de Colles de Sant Medir des de la seva fundació.
La primera participació en la Festa de Sant Medir no va ser possible fins un any després, el 1981, amb una participació de dues desenes de romeus. L'època de major participació fou l'any 2000-2001 quan comptà amb 53 socis romeus, arribant a uns 40 a l'any 2017. La característica principal dels seus romeus és el seu vestuari: calçat negre, pantalons negres, camisa blanca i armilla negre (on pengen les faves beneïdes en record a Sant Medir). L'any 2015 se celebraren els 35 anys de la fundació amb un acte de germanor amb totes les Colles germanes a la capella de La Salle Gràcia i la celebració de diversos dinars populars per fer més gran la Festa. Des de l'any 2001 la Colla de Sant Medir Els Patufets tenia la Seu Social a la Vila de Gràcia al local "Bar l'Amistat", al carrer Torrijos 13.